# Jacobaea
 Jacobaea  Mill., 1754 è un genere di piante angiosperme dicotiledoni della famiglia delle Asteraceae (sottofamiglia Asteroideae).

## Etimologia
Il nome generico potrebbe derivare da due fonti possibili: (1) da San Giacomo (o Jacobus); oppure (2) in riferimento all'isola di Santiago (Capo Verde).
Il nome scientifico del genere è stato definito dal botanico Philip Miller (1691-1771) nella pubblicazione " The Gardeners Dictionary: containing the methods of cultivating and improving all sorts of trees, plants, and flowers, for the kitchen, fruit, and pleasure gardens, as also those which are used in medicine : with directions for the culture of vineyards, and making of wine in England : in which likewise are included the practical parts of husbandry ...4th ed., corrected and enlarged. London" (Gard. Dict. Abr., ed. 4. [667]) del 1754.

## Descrizione

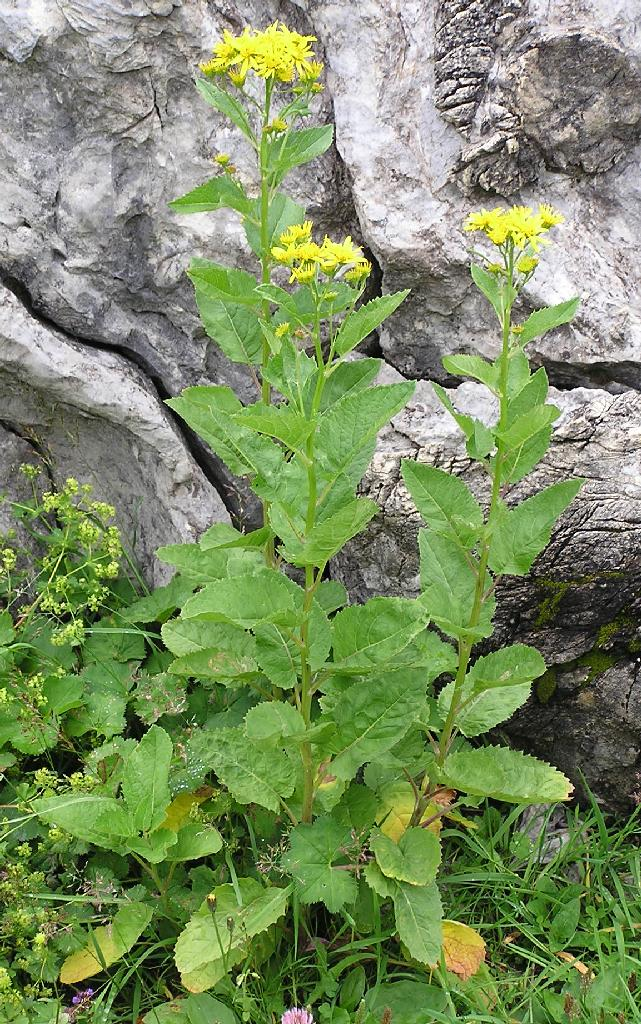
Il portamento
Jacobaea alpina

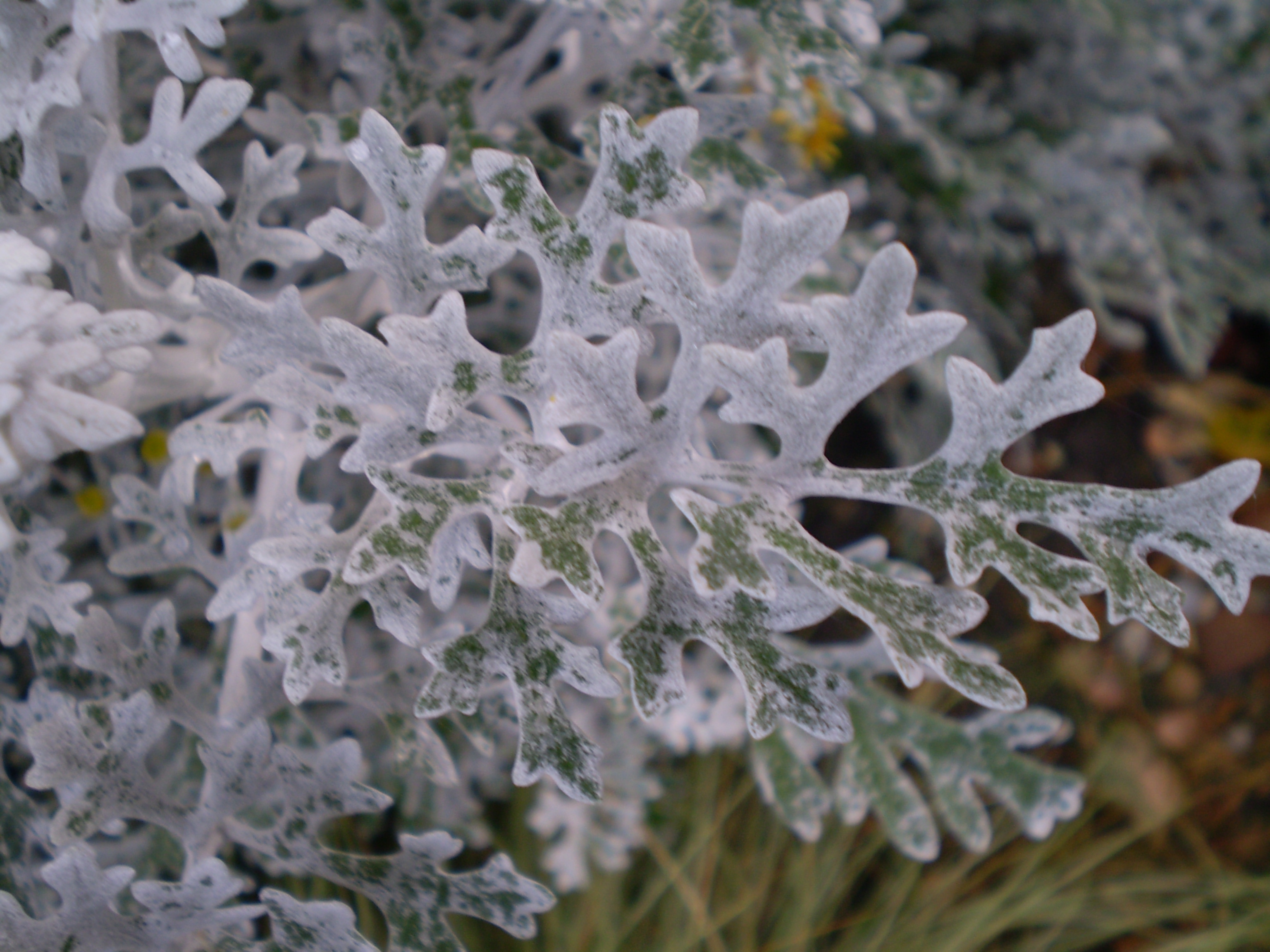
Le foglie
Jacobaea maritima

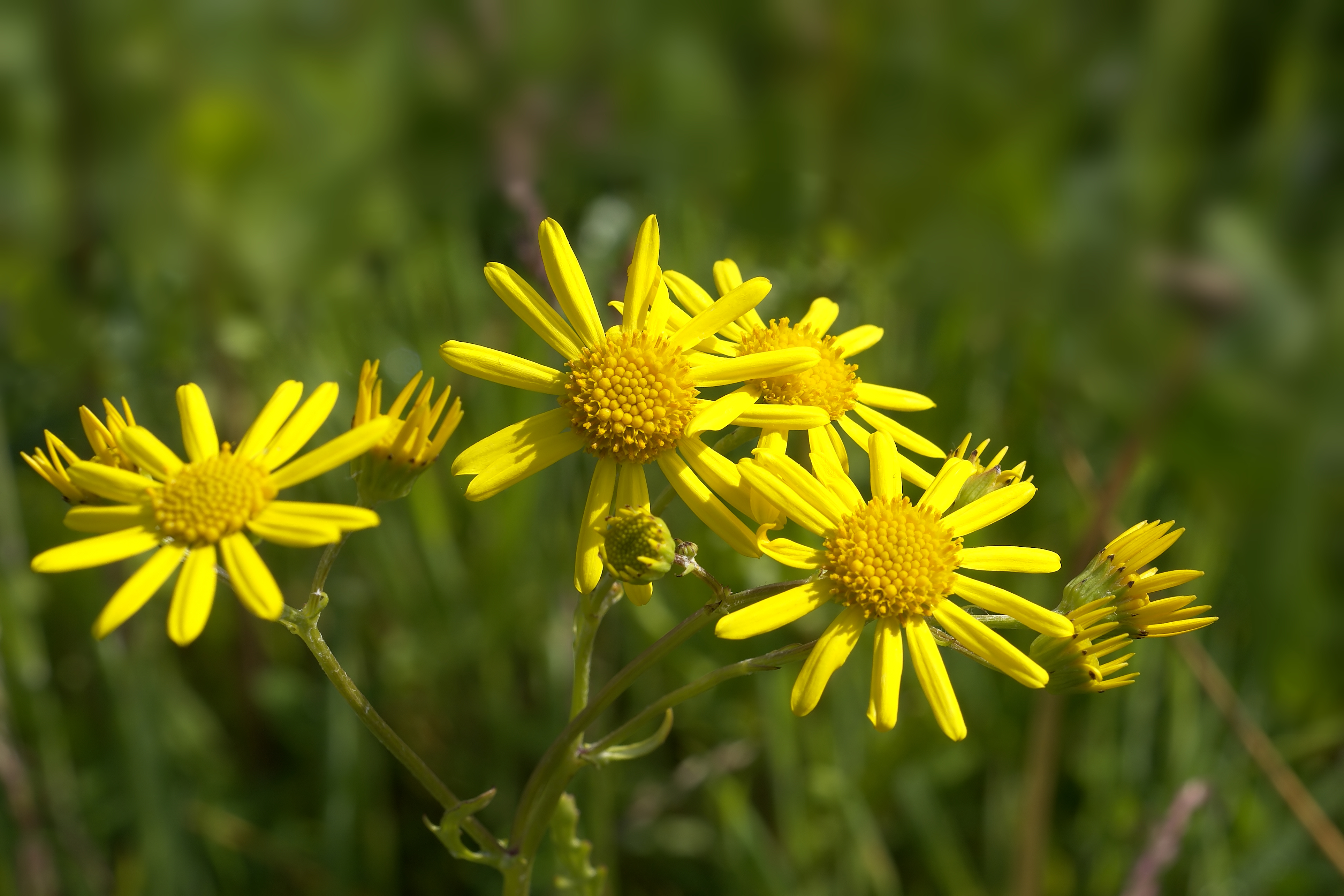
Infiorescenza
Jacobaea aquatica

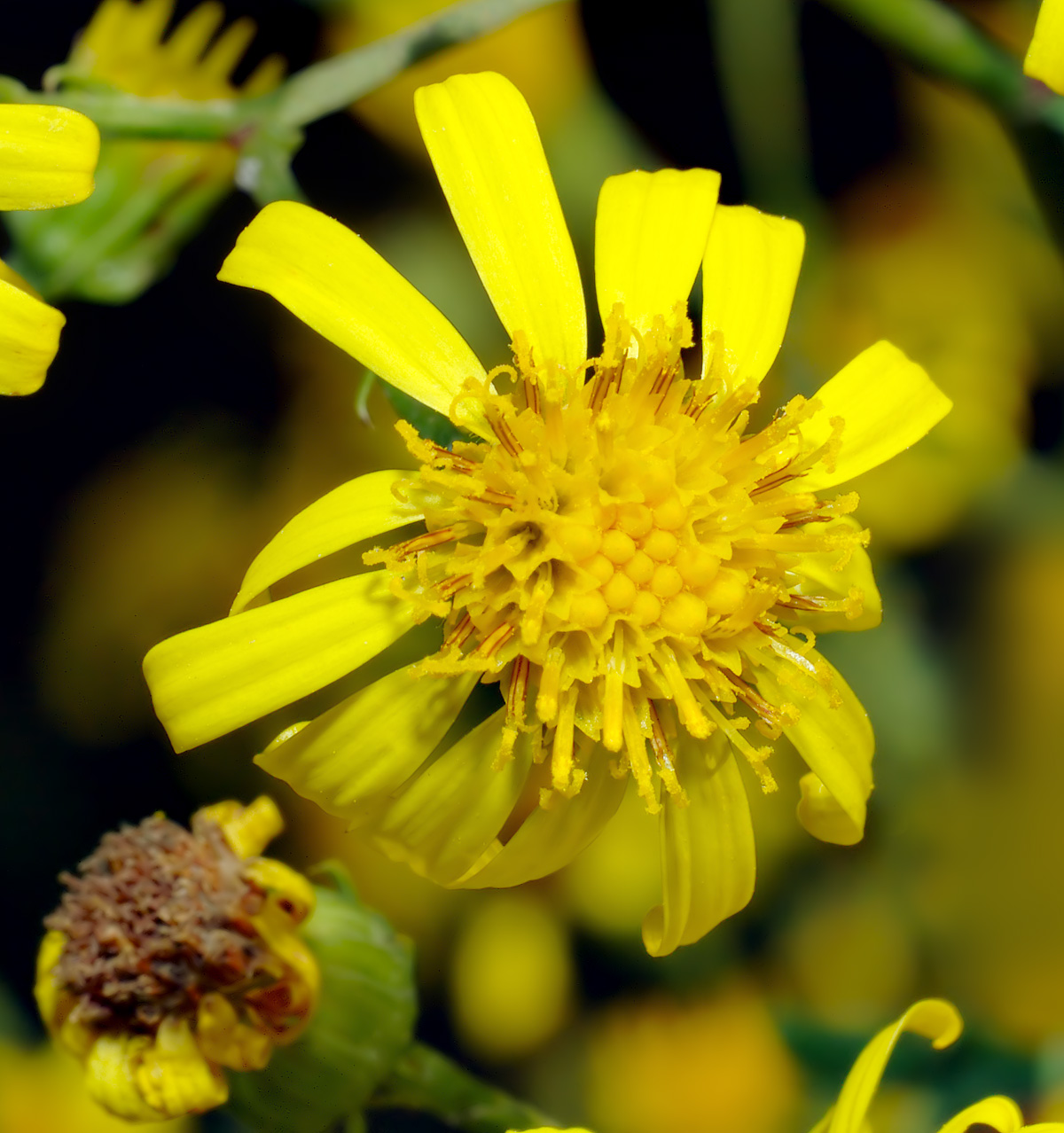
Il capolino
Jacobaea erucifolia

Habitus. L'altezza di queste piante varia da alcuni centimetri fino al massimo 10 dm (le specie alpine sono meno alte). La forma biologica prevalente è emicriptofita scaposa (H scap), ossia sono piante perenni, con gemme svernanti al livello del suolo e protette dalla lettiera o dalla neve, dotate di un asse fiorale eretto e spesso privo di foglie. Altre specie sono camefite suffruticose (Ch suffr), ossia sono piante legnose alla base. Alcune sono acquatiche. Queste piante possiedono al loro interno delle sostanze chimiche quali i lattoni sesquiterpenici e alcaloidi pirrolizidinici. Diverse specie sono bianco-tomentose più o meno su tutta la pianta.
Radici. Le radici in genere sono secondarie da rizoma e possono essere fibrose.
Fusto. 
- Parte ipogea: la parte sotterranea consiste in un rizoma. I rizomi sono striscianti o legnosi.
- Parte epigea: la parte aerea del fusto è eretta e ascendente. La sezione può essere angolosa, e la superficie facilmente è solcata. Nelle specie suffruticose la base è legnosetta. Alcune specie hanno un solo capolino (Jacobaea uniflora) mentre la ramosità, di tipo corimboso, normalmente è verso l'infiorescenza.

Foglie. Le foglie delle specie di questo genere si distinguono in base alla posizione in tre tipi: basali, cauline inferiori e cauline superiori. Quelle basali (rosetta basale) non sempre sono presenti, e se lo sono possono essere decidue alla fioritura, mentre quelle caulinari sono disposte in modo alterno. Il picciolo è presente soprattutto nelle foglie basali e in quelle inferiori, quelle superiori sono spesso amplessicauli. In alcune specie (Jacobaea alpina e Jacobaea subalpina) alla base del picciolo si possono trovare alcune strette e piccole lacinie. La lamina può essere pennatosetta (con segmenti a forma di lacinia o lobo) oppure intera con bordi seghettati e con forme varie (ovata, cordata o lanceolata). La consistenza può essere coriacea oppure tenue e il colore in alcune specie è bianco-tomentoso (come in Jacobaea gibbosa, Jacobaea incana).
Infiorescenza. L'infiorescenza (più propriamente sinflorescenza) è formata da diversi capolini (numerosi, fino a 60, o pochi, 2 – 5, a seconda della specie oppure uno solo come in Jacobaea uniflora); se sono tanti generalmente si riuniscono in formazioni corimbose. La struttura dei capolini (infiorescenza vera e propria) è quella tipica delle Asteraceae: un peduncolo sorregge un involucro (emisferico, campanulato, cilindrico o a forma di bicchiere) composto da diverse brattee disposte su un unico rango e tutte uguali fra loro, che fanno da protezione al ricettacolo più o meno piano e nudo (senza pagliette) sul quale s'inseriscono due tipi di fiori : quelli esterni ligulati e quelli interni tubulosi. Alla base dell'involucro può essere presente un verticillo (o calice esterno) composto da alcune brattee minori (secondo rango di brattee).
Fiori. I fiori sono tetra-ciclici (formati cioè da 4 verticilli: calice – corolla – androceo – gineceo) e pentameri (calice e corolla formati da 5 elementi). Sono inoltre ermafroditi, più precisamente i fiori del raggio (quelli ligulati e zigomorfi) sono femminili; mentre quelli del disco centrale (tubulosi e actinomorfi) sono bisessuali o a volte funzionalmente maschili.
- Formula fiorale:

*/x K {\displaystyle \infty }, [C (5), A (5)], G 2 (infero), achenio
- Calice: i sepali del calice sono ridotti ad una coroncina di squame.
- Corolla: nella parte inferiore i petali della corolla sono saldati insieme e formano un tubo. In particolare le corolle dei fiori del disco centrale (tubulosi) terminano con delle fauci dilatate a raggiera con cinque lobi. I lobi possono avere una forma da deltoide a triangolare-ovata. Nella corolla dei fiori periferici (ligulati) il tubo si trasforma in un prolungamento da nastriforme o ligulato a filiforme o allargato, terminante più o meno con cinque dentelli. Il colore delle corolle è giallo, rosa o porpora, raramente è blu o bianco.
- Androceo: gli stami sono 5 con dei filamenti liberi. La parte basale del collare dei filamenti può essere dilatata. Le antere invece sono saldate fra di loro e formano un manicotto che circonda lo stilo. Le antere sono senza coda ("ecaudate") oppure sono sagittate o anche minutamente auricolate; a volte sono presenti delle appendici apicali che possono avere varie forme (principalmente lanceolate). La struttura delle antere è di tipo tetrasporangiato, raramente sono bisporangiate. Il tessuto endoteciale è radiale o polarizzato. Il polline è tricolporato (tipo "helianthoid").[14]
- Gineceo: lo stilo è biforcato con due stigmi nella parte apicale. Gli stigmi sono sub-cilindrichi, troncati e con un ciuffo di peli alla sommità.[12] Le ramificazioni (dello stilo) consistono in linee stigmatiche marginali (i recettori del polline).[5] L'ovario è infero uniloculare formato da 2 carpelli.

Frutti. I frutti sono degli acheni con pappo. La forma degli acheni è ellittico-oblunga oppure strettamente oblunga, oppure cilindrico-oblunga; la superficie è percorsa da diverse coste longitudinali e può essere glabra o talvolta pubescente. Possono essere presenti delle ali o degli ispessimenti marginali. Non sempre il carpoforo è distinguibile. Il colore del frutto può essere nero o bruno. Il pappo è formato da numerose setole snelle, bianche disposte in serie multiple.

## Biologia
Impollinazione: l'impollinazione avviene tramite insetti (impollinazione entomogama tramite farfalle diurne e notturne).
Riproduzione: la fecondazione avviene fondamentalmente tramite l'impollinazione dei fiori (vedi sopra).
Dispersione: i semi (gli acheni) cadendo a terra sono successivamente dispersi soprattutto da insetti tipo formiche (disseminazione mirmecoria). In questo tipo di piante avviene anche un altro tipo di dispersione: zoocoria. Infatti gli uncini delle brattee dell'involucro (se presenti) si agganciano ai peli degli animali di passaggio disperdendo così anche su lunghe distanze i semi della pianta. Inoltre per merito del pappo il vento può trasportare i semi anche a distanza di alcuni chilometri (disseminazione anemocora).

## Distribuzione e habitat
Le specie di Jacobaea sono distribuite più o meno su tutto il territorio italiano con una leggera prevalenza di specie alpine. L'habitat varia dalle schiarite dei boschi, alle brughiere, alle praterie rase ma anche zone paludose e umide (come Jacobaea erucifolia e Jacobaea paludosa). Fuori dall'Italia sono presenti in Eurasia e America del Nord.

## Tassonomia
La famiglia di appartenenza di questa voce (Asteraceae o Compositae, nomen conservandum) probabilmente originaria del Sudamerica, è la più numerosa del mondo vegetale, comprende oltre 23.000 specie distribuite su 1.535 generi, oppure 22.750 specie e 1.530 generi secondo altre fonti (una delle checklist più aggiornata elenca fino a 1.679 generi). La famiglia attualmente (2021) è divisa in 16 sottofamiglie; la sottofamiglia Asteroideae è una di queste e rappresenta l'evoluzione più recente di tutta la famiglia.
Il genere Jacobaea è di recente costituzione (Pelser 2006). In realtà questo gruppo di piante era già stato individuato nel 1754 dal botanico scozzese Philip Miller (1691 – 1771), ma in seguito le sue specie confluirono nel più grande genere Senecio (formando una sezione autonoma: “Sect. Jacobaea” (Mill.) Dumort.). Alcuni studi fatti all'inizio di questo nuovo millennio avevano ulteriormente isolato questa sezione caratterizzata da foglie divise (e non), brattee dell'involucro erette dopo la caduta degli acheni e piante generalmente perenni. Finalmente recenti studi filogenetici (sui plastidi e sul DNA nucleare) hanno dimostrato che questa sezione forma un clade ben supportato legato solo lontanamente alle altre specie del genere Senecio, giustificando così pienamente la “riabilitazione” del “vecchio” genere Jacobaea. Per merito del lavoro citato sono state individuate 27 specie da assegnare al nuovo genere (aumentate poi a 65). Le ricerche sono ancora in atto, è quindi possibile che altre specie del genere Senecio si trovino in una posizione migliore nel nuovo genere Jacobaea. Inoltre la recente formazione di questo genere non ha permesso alle varie checklist botaniche di essere prontamente aggiornate, creando così una certa confusione nella tassonomia di questo gruppo.

La specie tipo per questo genere è: Jacobaea vulgaris Gaertn. 

### Filogenesi
Il genere di questa voce appartiene alla sottotribù Senecioninae della tribù Senecioneae (una delle 21 tribù della sottofamiglia Asteroideae). In base ai dati filogenetici la sottotribù, all'interno della tribù, occupa il "core" della tribù e insieme alla sottotribù Othonninae forma un "gruppo fratello".
I seguenti caratteri sono indicativi per la sottotribù:
- il portamento è molto vario (erbe, arbusti, liane, epifite, alberelli o alberi);
- le foglie sono sia basali che cauline disposte in modo alternato;
- sono presenti capolini sia radiati, disciformi o discoidi;
- le antere sono tetrasporangiate, raramente bisporangiate.

La struttura della sottotribù è molto complessa e articolata (è la più numerosa della tribù con oltre 1.200 specie distribuite su un centinaio di generi) e al suo interno sono raccolti molti sottogruppi caratteristici le cui analisi sono ancora da completare. Il genere di questa voce, insieme al genere Bethencourtia, forma un "gruppo fratello" e si trova, da un punto di vista filogenetico, in una posizione abbastanza centrale della sottotribù. Questo clade è inoltre collegato ad altri due gruppi del genere polifiletico Senecio: (1) "Senecio glaberrimus group" e (2) "Senecio pinifolius group".
l cladogramma seguente, tratto dallo studio citato e semplificato, mostra una possibile configurazione filogenetica del gruppo.
|  | Senecio pinifolius group                                   |
|  |                                                            |
|  | \| \| Bethencourtia \| \| \| \| \| \| Jacobaea \| \| \| \| |
|  |                                                            |
|  | Bethencourtia                                              |
|  |                                                            |
|  | Jacobaea                                                   |
|  |                                                            |

|  | Bethencourtia |
|  |               |
|  | Jacobaea      |
|  |               |

|  | Senecio pinifolius group                                   |
|  |                                                            |
|  | \| \| Bethencourtia \| \| \| \| \| \| Jacobaea \| \| \| \| |
|  |                                                            |
|  | Bethencourtia                                              |
|  |                                                            |
|  | Jacobaea                                                   |
|  |                                                            |

|  | Bethencourtia |
|  |               |
|  | Jacobaea      |
|  |               |

Il genere di questa voce è stato segregato definitivamente dal genere polifiletico Senecio in base a studi filogenetici sul DNA di alcune specie. Il cladogramma seguente, parziale (con solamente alcune specie del genere), semplificato e tratto dallo studio citato, quando ancora Jacobaea era una sezione del genere Senecio, indica come elemento tipico di questo gruppo otto taxa strettamente correlati ed evolutisi recentemente (J. analoga – J. maritima – J. ambigua – J. alpina – J. aquatica – J. vulgaris – J. pancicii – J. subalpina) i cui rapporti ancora non sono stati risolti soddisfacentemente a causa di un elevato grado di uniformità genetica. Come clade più basale (più primitivo) del gruppo invece ci sono due ipotesi alternative: (1) il clade J. cannabifolia – J. paludosa potrebbe essere il “gruppo fratello” di tutte le altre specie del genere, (2) oppure (ipotesi più plausibile) è il gruppo J. minuta – J. abrotanifolia – J. incana – J. adonidifolia quello più basale di tutto il genere Jacobaea.
|  | J. minuta                                                                                        |
|  |                                                                                                  |
|  | \| \| J. abrotanifolia \| \| \| \| \| \| J. incana \| \| \| \| \| \| J. adonidifolia \| \| \| \| |
|  |                                                                                                  |
|  | J. abrotanifolia                                                                                 |
|  |                                                                                                  |
|  | J. incana                                                                                        |
|  |                                                                                                  |
|  | J. adonidifolia                                                                                  |
|  |                                                                                                  |

|  | J. abrotanifolia |
|  |                  |
|  | J. incana        |
|  |                  |
|  | J. adonidifolia  |
|  |                  |

|  | J. cannabifolia |
|  |                 |
|  | J. paludosa     |
|  |                 |

|  | J. maritima |
|  |             |
|  | J. ambigua  |
|  |             |

|  | J. alpina    |
|  |              |
|  | J. aquatica  |
|  |              |
|  | J. vugaris   |
|  |              |
|  | J. pancicii  |
|  |              |
|  | J. aubalpina |
|  |              |

|  | J. maritima |
|  |             |
|  | J. ambigua  |
|  |             |

|  | J. alpina    |
|  |              |
|  | J. aquatica  |
|  |              |
|  | J. vugaris   |
|  |              |
|  | J. pancicii  |
|  |              |
|  | J. aubalpina |
|  |              |

|  | J. maritima |
|  |             |
|  | J. ambigua  |
|  |             |

|  | J. alpina    |
|  |              |
|  | J. aquatica  |
|  |              |
|  | J. vugaris   |
|  |              |
|  | J. pancicii  |
|  |              |
|  | J. aubalpina |
|  |              |

|  | J. maritima |
|  |             |
|  | J. ambigua  |
|  |             |

|  | J. alpina    |
|  |              |
|  | J. aquatica  |
|  |              |
|  | J. vugaris   |
|  |              |
|  | J. pancicii  |
|  |              |
|  | J. aubalpina |
|  |              |

|  | J. maritima |
|  |             |
|  | J. ambigua  |
|  |             |

|  | J. alpina    |
|  |              |
|  | J. aquatica  |
|  |              |
|  | J. vugaris   |
|  |              |
|  | J. pancicii  |
|  |              |
|  | J. aubalpina |
|  |              |

|  | J. maritima |
|  |             |
|  | J. ambigua  |
|  |             |

|  | J. alpina    |
|  |              |
|  | J. aquatica  |
|  |              |
|  | J. vugaris   |
|  |              |
|  | J. pancicii  |
|  |              |
|  | J. aubalpina |
|  |              |

|  | J. maritima |
|  |             |
|  | J. ambigua  |
|  |             |

|  | J. alpina    |
|  |              |
|  | J. aquatica  |
|  |              |
|  | J. vugaris   |
|  |              |
|  | J. pancicii  |
|  |              |
|  | J. aubalpina |
|  |              |

|  | J. maritima |
|  |             |
|  | J. ambigua  |
|  |             |

|  | J. alpina    |
|  |              |
|  | J. aquatica  |
|  |              |
|  | J. vugaris   |
|  |              |
|  | J. pancicii  |
|  |              |
|  | J. aubalpina |
|  |              |

|  | J. cannabifolia |
|  |                 |
|  | J. paludosa     |
|  |                 |

|  | J. maritima |
|  |             |
|  | J. ambigua  |
|  |             |

|  | J. alpina    |
|  |              |
|  | J. aquatica  |
|  |              |
|  | J. vugaris   |
|  |              |
|  | J. pancicii  |
|  |              |
|  | J. aubalpina |
|  |              |

|  | J. maritima |
|  |             |
|  | J. ambigua  |
|  |             |

|  | J. alpina    |
|  |              |
|  | J. aquatica  |
|  |              |
|  | J. vugaris   |
|  |              |
|  | J. pancicii  |
|  |              |
|  | J. aubalpina |
|  |              |

|  | J. maritima |
|  |             |
|  | J. ambigua  |
|  |             |

|  | J. alpina    |
|  |              |
|  | J. aquatica  |
|  |              |
|  | J. vugaris   |
|  |              |
|  | J. pancicii  |
|  |              |
|  | J. aubalpina |
|  |              |

|  | J. maritima |
|  |             |
|  | J. ambigua  |
|  |             |

|  | J. alpina    |
|  |              |
|  | J. aquatica  |
|  |              |
|  | J. vugaris   |
|  |              |
|  | J. pancicii  |
|  |              |
|  | J. aubalpina |
|  |              |

|  | J. maritima |
|  |             |
|  | J. ambigua  |
|  |             |

|  | J. alpina    |
|  |              |
|  | J. aquatica  |
|  |              |
|  | J. vugaris   |
|  |              |
|  | J. pancicii  |
|  |              |
|  | J. aubalpina |
|  |              |

|  | J. maritima |
|  |             |
|  | J. ambigua  |
|  |             |

|  | J. alpina    |
|  |              |
|  | J. aquatica  |
|  |              |
|  | J. vugaris   |
|  |              |
|  | J. pancicii  |
|  |              |
|  | J. aubalpina |
|  |              |

|  | J. maritima |
|  |             |
|  | J. ambigua  |
|  |             |

|  | J. alpina    |
|  |              |
|  | J. aquatica  |
|  |              |
|  | J. vugaris   |
|  |              |
|  | J. pancicii  |
|  |              |
|  | J. aubalpina |
|  |              |

|  | J. maritima |
|  |             |
|  | J. ambigua  |
|  |             |

|  | J. alpina    |
|  |              |
|  | J. aquatica  |
|  |              |
|  | J. vugaris   |
|  |              |
|  | J. pancicii  |
|  |              |
|  | J. aubalpina |
|  |              |

|  | J. minuta                                                                                        |
|  |                                                                                                  |
|  | \| \| J. abrotanifolia \| \| \| \| \| \| J. incana \| \| \| \| \| \| J. adonidifolia \| \| \| \| |
|  |                                                                                                  |
|  | J. abrotanifolia                                                                                 |
|  |                                                                                                  |
|  | J. incana                                                                                        |
|  |                                                                                                  |
|  | J. adonidifolia                                                                                  |
|  |                                                                                                  |

|  | J. abrotanifolia |
|  |                  |
|  | J. incana        |
|  |                  |
|  | J. adonidifolia  |
|  |                  |

|  | J. cannabifolia |
|  |                 |
|  | J. paludosa     |
|  |                 |

|  | J. maritima |
|  |             |
|  | J. ambigua  |
|  |             |

|  | J. alpina    |
|  |              |
|  | J. aquatica  |
|  |              |
|  | J. vugaris   |
|  |              |
|  | J. pancicii  |
|  |              |
|  | J. aubalpina |
|  |              |

|  | J. maritima |
|  |             |
|  | J. ambigua  |
|  |             |

|  | J. alpina    |
|  |              |
|  | J. aquatica  |
|  |              |
|  | J. vugaris   |
|  |              |
|  | J. pancicii  |
|  |              |
|  | J. aubalpina |
|  |              |

|  | J. maritima |
|  |             |
|  | J. ambigua  |
|  |             |

|  | J. alpina    |
|  |              |
|  | J. aquatica  |
|  |              |
|  | J. vugaris   |
|  |              |
|  | J. pancicii  |
|  |              |
|  | J. aubalpina |
|  |              |

|  | J. maritima |
|  |             |
|  | J. ambigua  |
|  |             |

|  | J. alpina    |
|  |              |
|  | J. aquatica  |
|  |              |
|  | J. vugaris   |
|  |              |
|  | J. pancicii  |
|  |              |
|  | J. aubalpina |
|  |              |

|  | J. maritima |
|  |             |
|  | J. ambigua  |
|  |             |

|  | J. alpina    |
|  |              |
|  | J. aquatica  |
|  |              |
|  | J. vugaris   |
|  |              |
|  | J. pancicii  |
|  |              |
|  | J. aubalpina |
|  |              |

|  | J. maritima |
|  |             |
|  | J. ambigua  |
|  |             |

|  | J. alpina    |
|  |              |
|  | J. aquatica  |
|  |              |
|  | J. vugaris   |
|  |              |
|  | J. pancicii  |
|  |              |
|  | J. aubalpina |
|  |              |

|  | J. maritima |
|  |             |
|  | J. ambigua  |
|  |             |

|  | J. alpina    |
|  |              |
|  | J. aquatica  |
|  |              |
|  | J. vugaris   |
|  |              |
|  | J. pancicii  |
|  |              |
|  | J. aubalpina |
|  |              |

|  | J. maritima |
|  |             |
|  | J. ambigua  |
|  |             |

|  | J. alpina    |
|  |              |
|  | J. aquatica  |
|  |              |
|  | J. vugaris   |
|  |              |
|  | J. pancicii  |
|  |              |
|  | J. aubalpina |
|  |              |

|  | J. cannabifolia |
|  |                 |
|  | J. paludosa     |
|  |                 |

|  | J. maritima |
|  |             |
|  | J. ambigua  |
|  |             |

|  | J. alpina    |
|  |              |
|  | J. aquatica  |
|  |              |
|  | J. vugaris   |
|  |              |
|  | J. pancicii  |
|  |              |
|  | J. aubalpina |
|  |              |

|  | J. maritima |
|  |             |
|  | J. ambigua  |
|  |             |

|  | J. alpina    |
|  |              |
|  | J. aquatica  |
|  |              |
|  | J. vugaris   |
|  |              |
|  | J. pancicii  |
|  |              |
|  | J. aubalpina |
|  |              |

|  | J. maritima |
|  |             |
|  | J. ambigua  |
|  |             |

|  | J. alpina    |
|  |              |
|  | J. aquatica  |
|  |              |
|  | J. vugaris   |
|  |              |
|  | J. pancicii  |
|  |              |
|  | J. aubalpina |
|  |              |

|  | J. maritima |
|  |             |
|  | J. ambigua  |
|  |             |

|  | J. alpina    |
|  |              |
|  | J. aquatica  |
|  |              |
|  | J. vugaris   |
|  |              |
|  | J. pancicii  |
|  |              |
|  | J. aubalpina |
|  |              |

|  | J. maritima |
|  |             |
|  | J. ambigua  |
|  |             |

|  | J. alpina    |
|  |              |
|  | J. aquatica  |
|  |              |
|  | J. vugaris   |
|  |              |
|  | J. pancicii  |
|  |              |
|  | J. aubalpina |
|  |              |

|  | J. maritima |
|  |             |
|  | J. ambigua  |
|  |             |

|  | J. alpina    |
|  |              |
|  | J. aquatica  |
|  |              |
|  | J. vugaris   |
|  |              |
|  | J. pancicii  |
|  |              |
|  | J. aubalpina |
|  |              |

|  | J. maritima |
|  |             |
|  | J. ambigua  |
|  |             |

|  | J. alpina    |
|  |              |
|  | J. aquatica  |
|  |              |
|  | J. vugaris   |
|  |              |
|  | J. pancicii  |
|  |              |
|  | J. aubalpina |
|  |              |

|  | J. maritima |
|  |             |
|  | J. ambigua  |
|  |             |

|  | J. alpina    |
|  |              |
|  | J. aquatica  |
|  |              |
|  | J. vugaris   |
|  |              |
|  | J. pancicii  |
|  |              |
|  | J. aubalpina |
|  |              |

I caratteri distintivi per le specie del genere  Jacobaea sono:
- caratteristico è il rivestimento con peli sottili, sinuosi formanti un feltro compatto;
- alcune brattee dell'involucro inferiore (chiamato anche calice dell'involucro) solo più lunghe di quelle interne.

Il numero cromosomico della specie varia da 2n = 18 a 2n = 182.

### Ibridi
- Alcune specie di Jacobaea insieme ad alcune specie del genere Senecio si ibridano formando il genere ibrido chiamato: × Jaconecio P. V. Heath[19]
- Alcune specie di Jacobaea insieme ad alcune specie del genere Cineraria si ibridano formando il genere ibrido chiamato: × Jacoraria P. V. Heath[20]

### Generi simili
Alcuni generi simili alla Jacobaea sono indicati di seguito con i caratteri più distintivi: 
- Arnica: le foglie lungo il fusto sono opposte;
- Buphthalmum: gli acheni sono dimorfi (quelli esterni sono trigoni e alati, mentre quelli interni sono cilindrici o prismatici);
- Doronicum: l'involucro è formato da diverse brattee su più serie;
- Inula: le antere si prolungano in una appendice filiforme;
- Pulicaria: alla base del pappo è presente una coroncina membranosa;
- Senecio: in genere la lamina delle foglie è intera e raramente è tomentosa;
- Telekia: i capolini sono grandi (diametro di 4 – 8 cm);
- Tephroseris: il numero delle ligule è ridotto.

### Sinonimi
Sono elencati alcuni sinonimi per questa entità:
- Adonigeron Fourr., 1868
- Branicia  Andrz. ex Trautv., 1883
- Herbichia  Zaw., 1832
- Willkommia  Sch.Bip. ex Nyman, 1879